# NGC 6652
NGC 6652 is een bolvormige sterrenhoop in het sterrenbeeld Boogschutter. Het hemelobject werd op 28 juni 1826 ontdekt door de Schotse astronoom James Dunlop.

## Synoniemen
- GCl 98
- ESO 395-SC11